# Jeff Reardon
Pour les articles homonymes, voir Reardon.
Jeffrey James Reardon (né le 1er octobre 1955 à Dalton, Massachusetts, États-Unis) est un ancien lanceur de relève droitier des Ligues majeures de baseball.
Il a joué de 1979 à 1994, enregistrant 367 sauvetages, ce qui le place au 7e rang de tous les temps à ce chapitre en date de 2013. Il a d'ailleurs détenu le record des majeures en 1992 et 1993.
Quatre fois invité au match des étoiles, Jeff Reardon a été élu releveur de l'année en 1985.

## Carrière

### Mets de New York
Jeff Reardon commence sa carrière dans les Ligues majeures le 25 août 1979 avec les Mets de New York, avec qui il a signé comme agent libre en 1977.
Il remporte une première victoire en 1979 et présente une moyenne de points mérités de 1,74 en 20 manches et deux tiers lancées. À sa saison recrue en 1980, il affiche un dossier victoires-défaites de 8-7 et une très bonne moyenne de 2,61.

### Expos de Montréal
Le 29 mai 1981, les Mets échangent Reardon et Dan Norman aux Expos de Montréal en retour d'Ellis Valentine. Reardon termine la saison invaincu chez les champions de la division Est et participe, sans trop de succès cependant, à la Série de division contre les Phillies et à la Série de championnat face aux Dodgers.
Dès 1982, les Expos font de Reardon leur stoppeur. Il enregistre 26, 21 et 23 sauvetages avant de dominer la Ligue nationale à ce chapitre en 1985 avec 41 victoires protégées. On lui décerne le titre de releveur de l'année.
Il est invité au match des étoiles en 1985 et 1986.
Malgré 35 sauvetages supplémentaires en 1986, Montréal l'échange le 3 février 1987 aux Twins du Minnesota en compagnie de Tom Nieto. Les Twins cèdent aux Expos Neal Heaton, Jeff Reed, Yorkis Perez et un joueur des ligues mineures, Al Cardwood.
Avec 152 sauvetages, Reardon détient le record de l'histoire des Expos[réf. souhaitée].

### Twins du Minnesota
Jeff Reardon préserve 31 gains à sa première saison au Minnesota et aide les Twins à remporter la Série mondiale 1987. Il protège deux des 4 victoires de l'équipe sur les Tigers de Detroit en Série de championnat, avant d'ajouter un sauvetage en finale contre les Cards de Saint-Louis.
En 1988, le releveur droitier établit une marque personnelle de 42 victoires protégées et devient le premier lanceur de l'histoire des majeures à connaître des saisons de 40 sauvetages ou plus dans les deux ligues, Nationale et Américaine. Il reçoit la 3e de 4 invitations à la partie d'étoiles.

### Red Sox de Boston
Reardon se joint à l'équipe de sa région natale, les Red Sox de Boston, en 1990 et y joue un peu moins de trois saisons. Il atteint les 40 sauvetages une dernière fois dans sa carrière. 
En 1991, il est invité au match des étoiles pour la quatrième fois.
Avec 40 sauvetages pour Boston en 1991, il bat l'ancien record d'équipe de 33 en une saison établi par Bob Stanley en 1983. La marque est battue par les 48 sauvetages de Tom Gordon pour les Red Sox en 1998.
Il y enregistre en 1992 sa 342e victoire protégée, pulvérisant la marque des majeures jusque-là détenue par Rollie Fingers. Le record sera cependant battu l'année suivante par Lee Smith.

### Braves, Reds et Yankees
Échangé en fin de saison 1992 aux Braves d'Atlanta, Reardon préserve une victoire en Série de championnat contre Pirates de Pittsburgh et lance une dernière fois en Série mondiale. Les Braves s'inclinent devant les Blue Jays de Toronto.
Jeff Reardon lance pour les Reds de Cincinnati en 1993. L'année suivante, il remporte sa dernière victoire dans les majeures et réussit un dernier sauvetage, dans l'uniforme des Yankees de New York. En 880 apparitions dans les Ligues majeures, toutes en relève, Reardon a lancé 1132 manches et un tiers, protégé 367 victoires, réussi 877 retraits sur des prises et affiché une moyenne de points mérités de 3,16. Sa fiche victoires-défaites est de 73-77.

## Vie personnelle
Jeff Reardon et son épouse Phoebe ont eu trois enfants. Le deuxième de ses fils, Shane, est décédé en 2003 à l'âge de 20 ans d'une surdose de drogue.
Le lendemain du jour de Noël 2005, Jeff Reardon est arrêté en Floride pour le braquage d'une bijouterie. Son avocat indique que l'ancien athlète professionnel fait usage d'anti-dépresseurs depuis la mort de son fils. Reardon est acquitté en août 2006.
En 1990, un complexe sportif de Dalton, au Massachusetts, la ville natale de Reardon, a été nommé Jeff Reardon Athletic Field en l'honneur du lanceur.